# 王成铭
王成铭（1941年4月—），男，汉族，内蒙古敖汉旗人，中华人民共和国政治人物，曾任中纪委驻金融系统纪检组组长，中纪委委员。